# 农民鞋

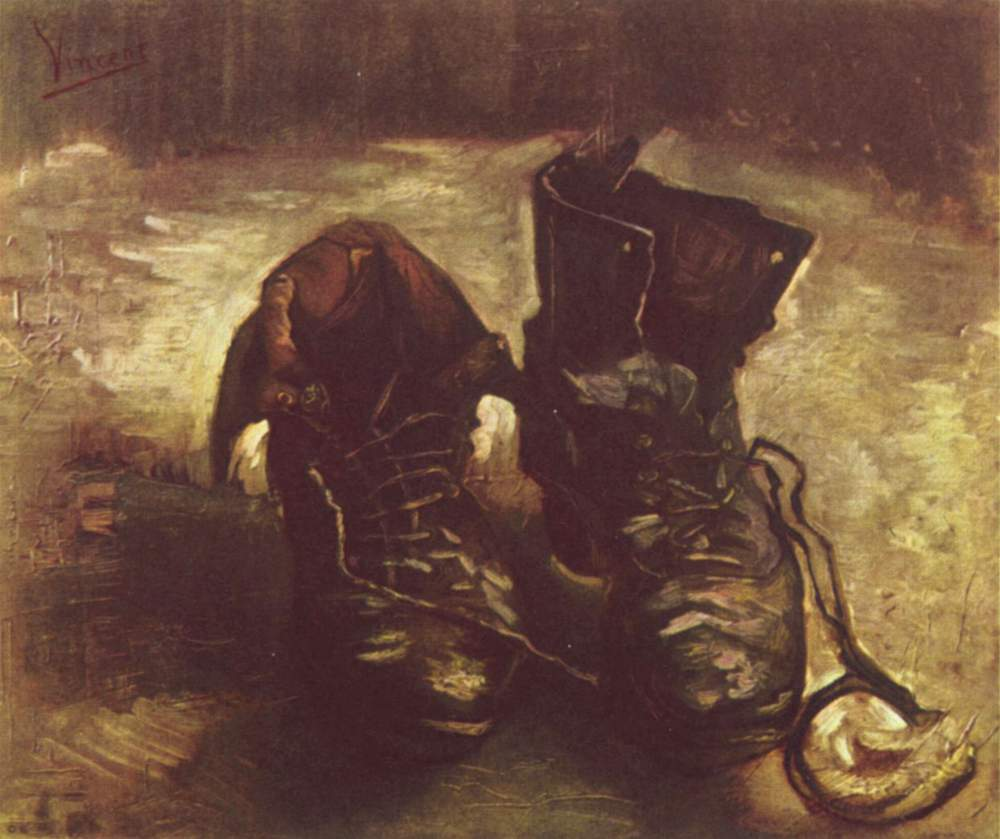
梵谷，《農民鞋》(《一雙舊鞋子》)

《农民鞋》，又名《一双旧鞋子》，是画家梵高的作品，属于现代主义艺术作品范畴。梵高的《农民鞋》，意义在鞋子之后，海德格尔阐述了它的含义，海德格尔在《艺术作品的起源》这本书中说：艺术作品来自“世界”和“土地”之间的空隙，或者说是裂缝。在“世界”和“土地”两者之间的空间里，产生了艺术作品，即“世界”和“土地”之间的张力，为我们重新塑造了一个“世界”。但这种再创造并不是因为艺术作品呈现给我们一幅关于世界或土地的图画，而是因为艺术作品强化，肯定了世界和土地之间的张力。
每每谈到现代主义时，讲到艺术作品，总会提及梵高的这幅《农民鞋》，这里没有人物，主人公并不在场，只有孤零零一双破旧的鞋子，而鞋似乎是一种工具，介于人类劳动、人与物、土与地之间。这幅画作更深刻地体现了农民的辛劳等等。而现代主义的有意义性，就像梵高的自画像，冷酷的审视与迷狂是梵高的一大特性。